# Jeffrey Dahmer: The Secret Life
Jeffrey Dahmer: The Secret Life er en amerikansk biografisk film fra 1993. Den har Carl Crow i rollen som Jeffrey Dahmer, der var en amerikansk seriemorder, nekrofil og kannibal.